# Reagan Wilson
Reagan Diana Wilson (Torrance, California, 6 de marzo de 1947) es una modelo y actriz estadounidense que fue Playmate del Mes para la revista Playboy en su número de octubre de 1967. Fue fotografiada por Ron Vogel.

## Vida y carrera
Wilson se crio en Missoula, Montana con su hermano más joven y su hermana.  Estudió periodismo en la Universidad Estatal de Montana - Bozeman. 
En noviembre de 1969, una foto desnuda de Wilson hizo un viaje a la Luna. Como broma, la NASA escondió una pequeña foto suya desnuda (junto a las playmates Angela Dorian, Cynthia Myers y Leslie Bianchini) dentro del comandante de misión del programa de Apolo 12, Pete Conrad. Aunque es seguro que la foto hizo el viaje a la superficie lunar a bordo el Módulo Lunar, no se sabe si fue sacada fuera para el paseo lunar. Pete Conrad fue el tercer hombre en caminar por la Luna.
Wilson volvió a posar desnuda para Playboy en su número de 1979 "Playmates Forever!". Actualmente vive en Los Ángeles, California, con su marido Barry, donde tienen una tienda de antigüedades.

## Filmografía
- Running with the Devil (1973)
- Blood Mania (1970) .... Cheryl
- The Big Valley - "The Lady from Mesa" (1967) Episodio de televisión .... Janette